# Бенин на Светском првенству у атлетици на отвореном 2013.
Бенин је тринаести пут учествовао на Светском првенству у атлетици на отвореном 2013. одржаном у Москви од 10. до 18. августа. Репрезентацију Бенина представљао је један такмичар који се такмичио у трци на 200 метара.
На овом првенству Бенин није освојио ниједну медаљу, а постигнут је један лични рекорд.

## Резултати

### Мушкарци
| Атлетичар  | Дисциплина | Лични рекорд | Квалификације | Квалификације | Полуфинале           | Полуфинале           | Финале               | Финале       | Детаљи                                     |
| Атлетичар  | Дисциплина | Лични рекорд | Резултат      | Место         | Резултат             | Место                | Резултат             | Место        | Детаљи                                     |
| ---------- | ---------- | ------------ | ------------- | ------------- | -------------------- | -------------------- | -------------------- | ------------ | ------------------------------------------ |
| Дидје Кики | 200 м      |              | 22,01 ЛР      | 8. у гр 7     | Није се квалификовао | Није се квалификовао | Није се квалификовао | 52 / 55 / 56 | Архивирано на веб-сајту (21. октобар 2013) |